# Jacqueline Börner
Jacqueline Börner (n. 30 martie 1965, Wismar, Rostock District⁠(d), RDG) este o sportivă ce a reprezentat Germania, medaliată olimpică. A participat la o ediție a Jocurilor Olimpice (1992) în care a câștigat o medalie de aur.